# Nanchunyan
Nanchunyan, levde under 1300-talet, var en kinesisk skådespelare.
Hon var berömd inom Zaju-teatern i Peking. Hon var främst berömd inom undergenren jiatou zaju, där hennes specialfack var att spela kejsar, kungar och andra manliga härskargestalter. Hon beskrivs som en ståtlig skönhet. 